# Artinit
Artinit là một khoáng vật cacbonat magnesi ngậm nước có công thức hóa học: Mg2(CO3)(OH)2·3H2O. Nó kết tinh theo dạng lăng trụ một nghiêng, có màu trắng, ánh tơ thường có các dải tỏa tia. Nó có độ cứng Mohs 2,5 và tỷ trọng 2.
Khoáng này có mặt trong các mạch nhiệt dịch nhiệt độ thấp và trong các đá siêu mafic bị serpentin hóa. Các khoáng vật cộng sinh gồm brucit, hydromagnesit, pyroaurit, chrysotile, aragonit, canxit, dolomit và magnesit.
Artinit được thông báo lần đầu tiên năm 1902 ở Lombardy, Ý. Tên của nó được đặt theo tên nhà khoáng vật học Ý, Ettore Artini (1866–1928).